# UC 200
La mine UC 200 est un modèle de mine marine utilisée par les sous-marins mouilleurs de mines allemands de type UC II et type UC III de la Kaiserliche Marine pendant la Première Guerre mondiale.

## Conception
La mine portait une charge de charge de 200 kg d’explosif. Elle était du type « mine à orin », flottant au bout d’un câble d’amarrage de 100 m de longueur maximum. 
La mine à orin était conçue pour flotter sous la surface, entre deux eaux. La mine explosait lorsqu’un navire touchait le détonateur. Celui-ci était de type Herz, qui a été mis au point en 1868. Il contenait une substance chimique enfermée dans une enveloppe en verre. Cette substance est une solution de bichromate de potassium. Au contact d’une plaque de zinc et de charbon, la substance provoquait la mise à feu en déclenchant un détonateur électrique. Les Allemands ont inventé les « picots » pour les utiliser sur les mines de contact. Le « picot » saillant, lorsqu’il était heurté par un navire, était conçu pour se déformer, brisant l’ampoule de verre et libérant l’acide qu’elle contenait. L’acide fermait un circuit électrique, générant suffisamment de courant pour activer le détonateur de la mine.

## Engagements
La mine UC 200 était l’arme principale des UC II, qui emportaient dix-huit mines dans six puits de mine de 1 000 mm. Les UC II disposaient aussi de sept torpilles et d’un canon de pont de 8,8 cm avec 133 obus. Au total, 64 sous-marins de type UC II ont été mis en service. Leurs mines étaient une arme redoutable : les U-Boote de type UC II sont la classe de sous-marins au plus grand tableau de chasse (nombre de vaisseaux ennemis détruits) dans toute l'histoire de la guerre sous-marine. Selon les estimations modernes, ils ont coulé plus de 1 800 navires ennemis (alliés) et neutres tout au long de la guerre, principalement avec ces mines. Pendant la Première Guerre mondiale, l’Allemagne a posé plus de 43 000 mines qui ont causé la perte de 497 navires marchands pour un total de 1 044 456 tonneaux de jauge brute (TJB). À eux seuls, les Britanniques ont perdu 44 navires de guerre et 225 navires auxiliaires à cause des mines.
L’année 1915 a été marquée par la disparition des mouilleurs de mines de surface allemands et l’apparition des U-Boote mouilleurs de mines, avec un nouveau type de sous-marin, l’UC I. C’était un sous-marin petit et lent, bon marché, ne pesant que 160 tonnes et pouvant faire route à environ 6 nœuds en surface. Il transportait 12 mines dans six puits verticaux. La mine tombait du fond du sous-marin, puis un bouchon soluble se dissolvait pour libérer la mine qui flottait jusqu’à sa profondeur prédéfinie. En pratique c’était une solution imparfaite, car il y a eu plusieurs cas de sous-marins coulés par leurs propres mines se déployant sous eux. Les Allemands devaient finalement résoudre ce problème avec le sous-marin de classe UC II qui déployait ses mines par l’arrière, et qui est entré en service à la fin de l’année 1917. 
Les UC II ont été suivis par les sous-marins de type UC III, dont 16 unités ont été mises en service entre 1916 et 1918. Ils étaient armés de sept torpilles, un canon de pont de 8,8 mm avec 230 obus et 14 mines UC 200 dans six puits de 1 mètre de diamètre. C’est un UC III qui a causé la seule perte d’un cuirassé américain de la guerre : l’USS Minnesota (BB-22), un pré-dreadnought, a heurté une mine au large de la côte est des États-Unis en 1918. Il n’a pas coulé, mais a été mis hors service pour le reste de la guerre.
Dans l’entre-deux guerres, la marine royale italienne a réalisé une copie de la mine allemande sous le nom de UC 200 / 1921. Toutefois, il n’est pas certain que les sous-marins italiens de l’époque étaient capables de la déployer.